# 미르자데흐 에쉬기

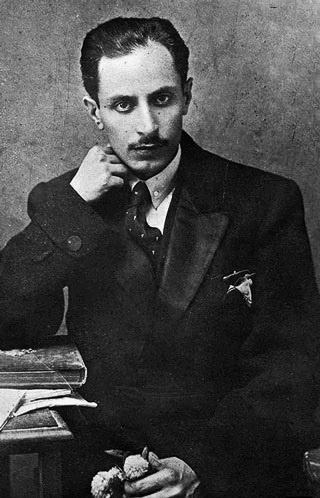

사예드 모하마드 레자 코르데스타니(페르시아어: سید محمدرضا کردستانی: 1893년 12월 11일 - 1924년 7월 3일)는 이란의 작가다. 미르자데흐 에쉬기(페르시아어: میرزاده عشقی)라는 필명으로 알려져 있다. 애국적인 오페라 희곡 『부활하는 이란』(Rastakhiz Iran)이 대표작으로 유명하다.
1893년 이란 숭고국 중서부의 하마단에서 하지 하예드 아볼가삼 코르데스타니(Hajj Sayed Abolghasam Kordestani)의 아들로 태어났다. 에꼴 달리앙스에서 프랑스어를 배웠고, 한동안 이스탄불에서 지냈다.
이란으로 귀국한 뒤 테헤란에서 가족들과 함께 지내며, 신문을 출판해서 당대 이란의 정치 현실을 맹렬하게 비파했다.
1924년 테헤란의 자택에서 정체불명의 일당 두 명에게 총을 맞아 살해당했다.